# یونس الکاتب
یونس الکاتب (درگذشتهٔ حدود ۷۶۰ م.) موسیقی‌دان معروف سدهٔ دوم هجری (سدهٔ هشتم میلادی) بود.